# ヒイラギマメ
ヒイラギマメあるいはマルバヒイラギマメ（学名: Chorizema cordatum コリゼマ・コルダツム; 英語: heart-leaf flame pea ハートリーフ・フレイム・ピー）は、西オーストラリア州の南西部のみに分布するマメ亜科の低木。種小名 cordatum は心臓形の葉に因んだものである。和名は。
ユーカリの森の砂利の多いまたは粘土質の土壌に生える。花は長い総状花序で茎の先端または葉腋から延び、晩冬から春に咲く。花の色はオレンジと赤で、直径10-12ミリメートル。心臓形の葉は長さ3-4センチメートルで、端は少し波打っている。
庭木として栽培され、オーストラリアの他の場所、例えば大陸の反対側のシドニーでもよく育つ。しかし、夏に低湿度の場所がより適している。種子からの増殖は用意であり、挿し木でもよく発根する。